# Колясникова
Коля́сникова (рос. Колясникова) — присілок у складі Комишловського району Свердловської області. Входить до складу Обуховського сільського поселення.
Населення — 130 осіб (2010, 137 у 2002).
Національний склад станом на 2002 рік: росіяни — 93 %.